# Fredric Martini Anagrius
Fredric Martini Anagrius, född 1681 i Bjursås socken, Kopparbergs län, död 30 december 1744 i Sala, var en svensk präst och riksdagsledamot.

## Biografi
Fredric Anagrius var son till kyrkoherden i Bjursås, Martin Erici Anagrius och Ebba Andersdotter. Han gick i Falu skola och Västerås gymnasium, innan han 1704 inskrevs vid Uppsala universitet, där han 1713 promoverades till magister sedan han disputerat första gången för Bellman med De ordaliis, och andra gången 1712 för Jöns Steuchius. Han värvades därefter till Västerås trivialskola som vice rektor och prästvigdes, och steg i lektorsbefattningarna tills han 1729 var förste teologie lektor med Badelunda socken som prebende. 1731 lämnade han gymnasiet för posten som kyrkoherde i Sala, där han också blev kontraktsprost.
Anagrius var fullmäktig vid riksdagarna 1726, 1731, 1734 och 1741.
Anagrius var gift med Maria Euphrosyna Christiernin, dotter till Petrus Christierni Christiernin. Sonen Fredric Anagrius var kapten vid artilleriet.